# Parantica phyle
Parantica phyle је врста лептира из породице шаренаца (лат. Nymphalidae).

## Распрострањење
Филипини су једино познато природно станиште врсте.

## Станиште
Врста Parantica phyle има станиште на копну.

## Угроженост
Ова врста се сматра рањивом у погледу угрожености врсте од изумирања.